# Allobates wayuu
Espèce
Synonymes
- Colostethus wayuu Acosta-Galvis, Cuentas, & Coloma, 1999

Statut de conservation UICN

 LC  : Préoccupation mineure
Allobates wayuu est une espèce d'amphibiens de la famille des Aromobatidae.

## Répartition
Cette espèce est endémique de la serranía de Macuira dans le département de La Guajira en Colombie. Elle se rencontre entre 210 et 780 m d'altitude.

## Publication originale
- Acosta-Galvis, Cuentas, & Coloma, 1999 : A new species of Colostethus Cope 1867 (Amphibia: Anura: Dendrobatidae) from northern Caribbean Colombia. Revista de la Academia Colombiana de Ciencias Exactas Fisicas y Naturales, vol. 23, suplemento especial, p. 225-230 (texte intégral).